# Землетрясение в Японском море (2024)
Землетрясение в Японском море (2024) (яп. 令和6年能登半島地震) — сильное землетрясение магнитудой 7,6, произошедшее на полуострове Ното в префектуре Исикава в Японии, сильный ущерб нанесён городам Вадзиме и Судзу. Мощнейшее землетрясение в Японском море с момента землетрясения в 1983 году.
В результате землетрясения погибло не менее 126 человек, более 200 пропало без вести.
9 января 2024 года спасатели обнаружили тела ещё 22 погибших в результате серии землетрясений. Таким образом, как следует из данных администрации префектуры Исикава, число жертв возросло до 202.

## Общая характеристика
На северо-восточной части полуострова Ното в течение трёх лет происходит множество землетрясений; землетрясение 1 января 2024 года является самым масштабным событием в этой группе, превзойдя событие силой 6,3 МВт, произошедшее в мае 2023 года. Это землетрясение стало наиболее сильным в регионе Японского моря с 1983 года.
Япония расположена на конвергентной границе между Тихим океаном, Филиппинским морем, Охотской и Амурской плитами. Вдоль восточного и юго-восточного побережья островной дуги субдукция Тихоокеанской и Филиппинской морских плит происходит соответственно в Японском и Нанкайском жёлобах. Восточное побережье Хонсю, граничащее с Японским морем, является конвергентной границей, которая тянется с севера на юг. Считается, что эта граница между Амурской и Охотской плитами является начальной зоной субдукции, состоящей из надвигов, опускающихся на востоке. Конвергентная тектоника наблюдается в регионе с конца плиоцена. Землетрясения и цунами возникают на надвигах, образующих границу, с магнитудой в диапазоне 6,8-7,9. Крупные землетрясения и цунами вдоль этой границы происходили в 1741, 1833, 1940, 1964, 1983 и 1993 годах, хотя о происхождении цунами 1741 года учёные ещё спорят.

## Цунами

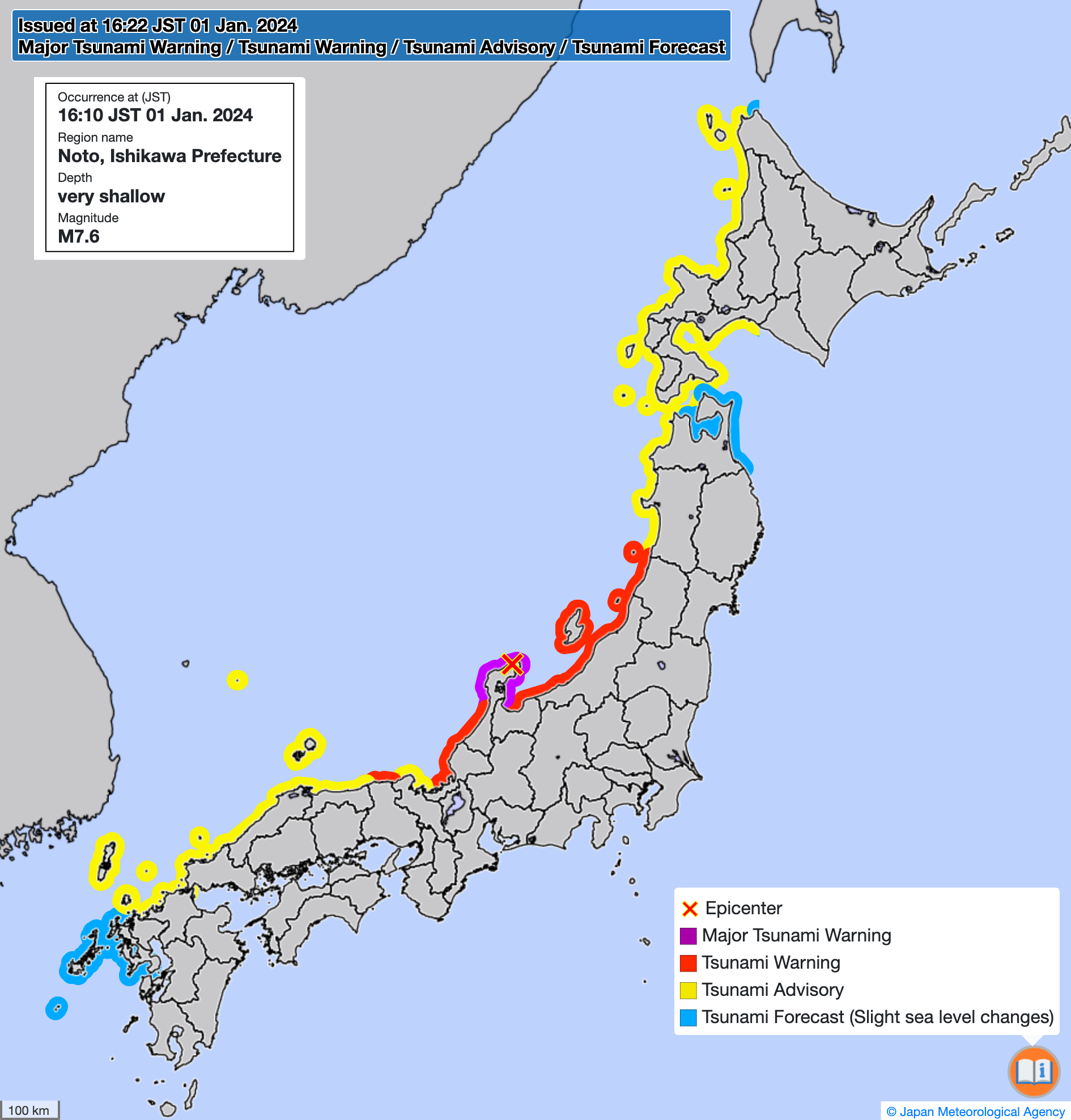
Карта предупреждений о цунами, выпущенная Японским метеорологическим агентством 1 января 2024 года в 16:22 по японскому стандартному времени

Японское метеорологическое агентство выдало предупреждение о цунами для прибрежных префектур Исикава, Ниигата, Нагано и Тояма. Агентство сообщило, что после землетрясения 2011 года предупреждений о серьёзном цунами не объявлялось. Россия также объявила предупреждение о цунами высотой до 30 см во Владивостоке и Находке. Волны цунами высотой 1,2 м достигли порта Вадзима около 16:21 по японскому времени. NHK сообщила, что волна может достигать 5 м.

## Последствия
В Вадзиме обрушилось не менее 50 домов. Пожар произошёл в городе в 17:00. Из-за повреждённых дорог пожарные не смогли потушить пламя, охватившее ряд домов. В городе пострадали более 30 человек, ещё больше травм зафиксировано в Судзу. В полицейском участке Исикава-Нанао сообщили, что обрушившиеся дома стали ловушкой для людей, прежде чем их удалось спасти. По данным «Асахи симбун», по меньшей мере 10 человек были погребены обрушившимися домами, а местные пожарные службы и департаменты здравоохранения сообщили о множественных травмах. Представитель муниципальной больницы Вадзима сообщил, что у людей были сломаны кости или они получили ранения от падающих предметов. В Нанао два человека погибли в результате обрушения дома. Один человек погиб и ещё один получил ранения в результате обрушения двух домов в Сике.
В городах Хими и Оябе префектуры Тояма зарегистрированы трещины на дорогах и поломки водопровода. Разжижение грунта произошло в городе Ниигата; канализационные трубы также были разрушены, и многие дома остались без воды. Храм Онохиёси в Канадзаве также пострадал. Оползень обрушился на главную скоростную автомагистраль между Тоямой и Канадзавой, разрушив несколько сотен метров проезжей части.
Также во время доставки гуманитарной помощи в пострадавшие префектуры в результате столкновения с пассажирским Airbus в аэропорту Ханэда был потерян транспортный самолёт Береговой охраны Японии, погибло 5 членов экипажа.

## Принимаемые меры
Премьер-министр Фумио Кисида объявил о создании специального центра по чрезвычайным ситуациям для сбора и распространения информации о землетрясении и цунами. Министр обороны Минору Кихара приказал Силам самообороны Японии (JSDF) оказать помощь в спасательных операциях. Позже он объявил о направлении 1000 военнослужащих JSDF в пострадавший регион и нахождении ещё 8500 человек в режиме ожидания. Для оценки ущерба также было отправлено около 20 самолётов JSDF.
Kansai Electric Power Company, Tokyo Electric Power Company и Hokuriku Electric Power Company заявили, что проверяют свои атомные электростанции на предмет аномалий. Электроэнергетические компании Kansai и Hokuriku позже заявили, что никаких нарушений не наблюдалось, поскольку реакторы на принадлежащей последней атомной электростанции Сика в префектуре Исикава были закрыты для проверок во время землетрясения. Японское управление по ядерному регулированию также не обнаружило нарушений на электростанциях вдоль побережья Японского моря. Hokuriku Electric Power Company отключила два генератора на своей тепловой электростанции Нанао Ота в Нанао.
После землетрясения в центральной и восточной частях Японии было приостановлено движение поездов Синкансэн, в результате чего в четырёх остановленных поездах оказались по меньшей мере 1400 пассажиров. Несколько крупных автомагистралей в пострадавших районах также были закрыты. Авиакомпании All Nippon Airways и Japan Airlines отменили рейсы в префектуры Тояма, Исикава и Ниигата.

## Международная реакция
Лидер Северной Кореи Ким Чен Ын направил телеграмму премьер-министру Японии Фумио Кисиде, выразив соболезнования и пожелав японскому народу скорейшего выздоровления. Это был первый раз, когда Ким Чен Ын выразил кому-либо соболезнования в связи со стихийным бедствием. Кроме того, это был первый случай, когда Северная Корея направила официальные соболезнования Японии, с 1995 года.